# Michael Joyce (tennista)
Michael Joyce (Santa Monica, 1º febbraio 1973) è un allenatore di tennis ed ex tennista statunitense. È stato oggetto di un saggio di David Foster Wallace, intitolato L'abilità professionistica del tennista Michael Joyce come paradigma di una serie di cose tipo la scelta, la libertà, i limiti, la gioia, l'assurdità e la completezza dell'essere umano e incluso nella raccolta Tennis, tv, trigonometria, tornado (e altre cose divertenti che non farò mai più). È stato l'allenatore della campionessa russa, Marija Šarapova.

## Biografia
Californiano, di etnia irlandese, iniziò a giocare a tennis molto piccolo, a due anni, prendendo parte ai primi tornei a sette. Fu il padre a iniziarlo a tale sport, e a guidarlo con costanza fino all'approdo al professionismo.

## Caratteristiche
Destrorso, era dotato di un rovescio a due mani, e il suo stile di gioco corrispondeva a quello denominato power-baseline, che richiede una combinazione di stile offensivo e difensivo.

## Carriera
Ottiene ottimi risultati a livello juniores, raggiunge infatti i quarti di finale al Roland Garros 1991 venendo eliminato da Andrij Medvedjev e la finale del torneo di Wimbledon dello stesso anno, sconfitto da Thomas Enqvist. Vincitore dei Campionati nazionali juniores statunitensi di Kalamazoo 1991, ottenne una wild card per il tabellone principale degli US Open. Fu dunque professionista dal 1991 al 2004, partecipò a svariati tornei della ATP, venendo dapprima allenato da Sam Aparicio e in seguito da Tony Graham. Raggiunse gli ottavi di finale al Torneo di Wimbledon 1995, battendo Marc Rosset e, di conseguenza, facendo un salto dalla posizione 140 alla 79 del ranking mondiale.